# Cello-Hoden
Der Cello-Hoden, auch Cello-Scrotum genannt, ist eine zum Spaß erfundene Erkrankung, die 1974 erstmals im British Medical Journal (BMJ) publiziert wurde.
Im Jahr 1974 erfuhren die englische Gerontologin und Alzheimer-Expertin Elaine Murphy (jetzt Baronesse Murphy) und ihr Ehemann John, Chef einer Brauerei, dass der englische Mediziner P. Curtis einen Artikel im British Medical Journal über eine Erkrankung namens Gitarren-Nippel veröffentlicht hatte. Curtis hatte die Krankheit bei drei Mädchen diagnostiziert. Angeblich sollte sie durch die fortwährende Reibung des Instruments an der Brustwarze entstanden sein.
Das Ehepaar, das diese Meldung für einen Scherz hielt, beschloss daraufhin, diesen noch einen Schritt weiter zu treiben. Daher sandte der Nicht-Mediziner John Murphy im selben Jahr einen Brief an das angesehene Magazin, in dem er von einer angeblichen Hodenreizung bei einem professionellen Cellisten berichtete. Der Cello-Hoden sollte dabei durch zu starkes Pressen des Instrumentes an den Hodensack (Scrotum) entstanden sein. Zur Überraschung des Ehepaares wurde die Nachricht in dieser Zeitschrift, die normalerweise nicht ernst gemeinte Zuschriften sorgfältig aussortiert, veröffentlicht.
Das Cello-Scrotum hielt sich als Erkrankung in der Fachwelt bis zum Jahr 2009, obwohl das beschriebene Phänomen physiologisch unmöglich ist. Der Artikel wurde mehrfach zitiert.
Zuletzt wurde darüber in einem BMJ-Artikel vom 12. Dezember 2008 berichtet, in dem es um verschiedene Erkrankungen ging, denen sich Musiker ausgesetzt sehen. Allerdings waren bereits früher Zweifel an der Existenz des Leidens aufgekommen – etwa 1991 im Journal of the American Academy of Dermatology.
Aufgedeckt wurde der Schwindel von den Murphys selbst, die es nach 34 Jahren für an der Zeit hielten, die Wahrheit aufzudecken.
Ob die Krankheit Gitarren-Nippel existiert, ist unbekannt.